# BABY VOX II
《BABY VOX II》는 대한민국의 여성 5인조 음악 그룹 베이비복스의 두 번째 정규앨범이다.

## 앨범
1집 활동을 종료하고 정현전과 정시운이 개인사정으로 팀을 탈퇴한 뒤, 새 멤버인 심은진과 이가이가 영입되었다. 이가이의 경우, 윤등룡PD가 베이비복스가 후속 앨범을 밴드 컨셉으로 준비할 예정인데 키보드와 보컬을 맡을 멤버가 필요하는 이유로 캐스팅됐으나 1968년생인 그의 당시 나이는 서른 살이었고, 다른 멤버들은 모두 10대였기 때문에 어쩔 수 없이 나이를 10년이나 낮추고 활동하기로 결정되었다. 심은진과 이가이가 합류한 뒤 베이비복스는 멤버 별로 키보드와 기타 등 악기를 하나씩 다루는 연습을 시작했으며, 안무 연습은 물론 정신수양을 위해 전통 무예인 택견을 3개월 동안 배우기도 했다.
타이틀 곡 〈야야야〉는 방송한 지 2주일도 지나지 않아 MBC 음악캠프 10위권 진입, KBS 뮤직뱅크 13위, SBS 인기가요 11위, KBS 제2FM '엄정화의 가요광장' 7위, KMTV '인기가요 43' 7위에 올랐다. 한터 기준으로 20만장의 판매고를 기록하였고, 11월 첫째주 SBS 인기가요에서 3위까지 랭크되었다. 주영훈이 작곡한 후속곡 〈Change〉로 활동을 이어가면서, 비슷한 시기에 베이비복스의 공식 팬클럽인 '베이비 엔젤스'가 창설되었다.
그러나 베이비복스가 kmtv에서 공연할 때 팬들이 꺼지라며 욕설을 했다. 그리고 2집 활동을 끝낸 뒤 사건이 발생한다. 1999년 1월, 멤버 이가이의 실제 나이가 PC 통신 등을 중심으로 들통나게 되었고, 결국 DR뮤직은 천리안 PC통신에 장문의 사과문을 올리며 신문에도 대대적으로 보도가 되었다. 이가이는 그렇게 2집 활동을 끝으로 베이비복스에서 탈퇴한다.

## 수록곡
| #            | 제목                       | 작사                              | 작곡              | 편곡         | 재생 시간 |
| ------------ | -------------------------- | --------------------------------- | ----------------- | ------------ | --------- |
| 1.           | 〈야야야〉                 | 김형석                            | 김형석            | 김형석       | 3:48      |
| 2.           | 〈Break it Up〉            | 최수정                            | 최수정            | Moonstone    | 3:42      |
| 3.           | 〈패자 부활전〉            | 김태희                            | 주영훈            |              | 3:55      |
| 4.           | 〈Waiting〉                | John Anonymous                    | 원상우            |              | 3:37      |
| 5.           | 〈Change〉                 | 김태희, 주영훈(나레이션, 랩 가사) | 주영훈            |              | 3:48      |
| 6.           | 〈Sugar Baby〉             | 최수정                            | 최수정            | Moonstone    | 3:48      |
| 7.           | 〈Top of the World〉       | John Bettis                       | Richard Carpenter |              | 4:03      |
| 8.           | 〈야야야 Remix〉 (TV Ver.) | 김형석                            | 김형석            | 이윤상       | 3:50      |
| 총 재생 시간 | 총 재생 시간               | 총 재생 시간                      | 총 재생 시간      | 총 재생 시간 | 30:41     |

- 〈Top of the World〉는 미국 팝 음악 듀오 카펜터스의 1972년 작 《A Song for You》의 수록곡 〈Top of the World〉를 커버하였다.
- [야야야 Remix (TV Ver)] 도입부는 미국 팝 음악 듀오 Bob & Earl의 1963년 싱글인 Harlem Shuffle이 뮤직비디오 도입부에서 샘플링되었다.

## 참여
이 목록은 해당 앨범의 부클릿 〈Credits〉목록에서 발췌하였다.
| 베이비복스 - 김이지 - 리더, 서브 보컬, 메인래퍼, 드럼 - 이희진 - 메인 보컬, 기타 - 심은진 - 서브 보컬, 기타 - 간미연 - 리드 보컬, 베이스 기타 - 이가이 - 서브 보컬, 피아노 세션 - Joe - 랩(2) - 차지니 - 객원 보컬(4) - Sam Lee, 유태준 - 기타 - John Button - 베이스 - 김형석 - 피아노 - 주영훈, 최수정, 원상우, 신영아 - 코러스 | 스탭 - 김형석, 원상우 - 프로듀서 - 최지훈 - 공동 프로듀서 - John Anonymous - 믹싱 - 원창준, 배진택 - 녹음 - Mike Fier Sante(Pro Digital) - 마스터링 - 원창준, 주영훈 - MIDI 프로그래밍 - 김윤성 - 리믹스 - 성종현 - 사진 - 원일권 - 컴퓨터 그래픽 - 강인석 - 매니저 - 장형진 - 그룹사운드 디렉터 - 택견 지도 - 대한택견협회 - 윤미성, 이남순, 백지혜, 김후남, 이보라 - 코디네이터 - NG 이명환 외 - 안무 지도 뮤직비디오 - 신창협 - 사진 - 노명덕 - 조명 감독 - 원종호 - EditBox - 오재영 - 컴퓨터 그래픽 - 감독 - 진영대, 김상현 |